# Алексей Карамазов
Алексе́й Фёдорович Карама́зов — персонаж романа Фёдора Достоевского «Братья Карамазовы». Сын Фёдора Павловича Карамазова, младший брат Дмитрия и Ивана.
На момент начала событий романа ему двадцать лет. В авторском предисловии Достоевский представляет Алёшу Карамазова как главное действующее лицо. В планировавшемся втором романе Алёша должен был стать главным героем, о чём не раз говорил Достоевский.

## История создания персонажа
В предисловии романа «Братья Карамазовы» Достоевский говорит, что «приступает к жизнеописанию младшего из братьев Карамазовых», называя его «деятелем». Однако, в романе действие происходит не вокруг Алёши. Достоевский планировал написать продолжение, в котором именно Алёша становился бы главным действующим лицом, но не успел, так как умер вскоре после написания романа «Братья Карамазовы».
Сохранившиеся заметки писателя к первой книге романа начинаются с четвёртой главы «Третий сын Алёша» и относятся к началу сентября 1878 года. В этих черновых набросках Алёша часто называется Идиотом, что показывает его схожесть в замыслах автора с князем Мышкиным из романа «Идиот». В «Идиоте» писатель отказался от идеи показать, что человек «более действителен» именно в главном герое, непохожем на окружающих, вернувшись к этой мысли в образе Алексея Карамазова. «…Не только чудак „не всегда“ частность и обособление, а напротив, бывает так, что он-то, пожалуй, и носит в себе иной раз сердцевину целого, а остальные люди его эпохи — все, каким-нибудь наплывным ветром, на время почему-то от него оторвались…» — пишет Достоевский об Алёше. В печатном варианте писатель решил не вызывать прямых ассоциаций с князем Мышкиным.
В черновиках писателя определяется и характер персонажа. Алёша, по задумке Достоевского, противопоставлялся «желающим беспорядка» юношам, поэтому хоть и принадлежал к «новому поколению», активному и стремящемуся к истине, но отличался отсутствием «фанатизма», который заменяла любовь. Таким образом, в отличие от революционно настроенной молодёжи, сознательно идущей на раннюю гибель, подвиг Алёши должен был состоять в служении людям: «Алеша избрал лишь противоположную всем дорогу, но с тою же жаждой скорого подвига». «Мистик ли? Никогда! Фанатик? Отнюдь!» — пишет Достоевский, настаивая на том, что уйти в монастырь героя побудило человеколюбие.

## Внешность
«Статный, краснощекий, со светлым взором, пышущий здоровьем < …> подросток. Он был в то время даже очень красив собою, строен, средневысокого роста, тёмно-рус, с правильным, хотя несколько удлиненным овалом лица, с блестящими тёмно-серыми широко расставленными глазами, весьма задумчивый и по-видимому весьма спокойный».

## В событиях романа
В романе Алёша выступает в роли слушателя. Все остальные персонажи: Дмитрий, Иван, Грушенька, Катерина, Лиза, Снегирёв, Красоткин, Ракитин, — на протяжении всего романа по очереди изливают ему свою душу. Таким образом, Алёша по одному «выводит героев на сцену».

## Характеристика
Исследователь русской литературы Кэнноскэ Накамура, многие годы занимавшийся изучением творчества Фёдора Михайловича Достоевского, охарактеризовал его как новый для писателя тип персонажа — «деятель». Алёша выступает в романе объектом доверия, помогает остальным персонажам. До Алёши, основным типом героя Достоевского был страдающий человек, который хочет, но не может действовать.
Достоевский говорит об Алёше: «В этой путанице можно было совсем потеряться, а сердце Алёши не могло выносить неизвестности, потому что характер любви его был всегда деятельный. Любить пассивно он не мог; возлюбив, он тотчас же принимался и помогать».
Образ «деятеля» противопоставляется всем предыдущим образам «мечтателя» в творчестве писателя. Алёша умеет любить людей, отвечать на их доверие, проникнуться страданием других. Накамура замечает, что создание подобного «здорового» образа наверняка было мучительно непростым для Достоевского, привыкшего к ненормальной психологии своих героев, поэтому в Алёше видна некоторая неестественность. Однако, этот образ является мечтой писателя, поэтому он появляется в романе.

## Бунт Ивана
В главе «Бунт» Алёша является идейным единомышленником Достоевского. Младший Карамазов не согласился «основать здание» на «слезках ребёнка» и одновременно напоминает атеисту Ивану о Боге, о том, что в мире есть Существо, которое может и имеет право простить всё.

## Прототип
Так как Алексей является главным героем романа, то по мнению филолога Моисея Альтмана, смысл фамилии «Карамазов» скрыт именно в его образе. Один из теоретиков черносотенного движения Константин Головин, а позже советский литературовед Леонид Гроссман писали о предполагаемой «не столь миролюбивой» роли персонажа, намекая на Дмитрия Каракозова, покушавшегося на императора Александра II. Поэт и историк литературы Пётр Вейнберг отмечал, что это покушение произвело на Достоевского сильное впечатление. По словам Алексея Суворина, писатель планировал после монастыря сделать Алёшу революционером, которого бы казнили за политическое преступление. Тем самым он повторил бы судьбу Каракозова.
По поводу происхождения имени было озвучено несколько вариантов. Так, Дмитрий Каракозов конспиративно был известен как Алексей Петров. С другой стороны, Леонид Гроссман отметил, что литературным прототипом Алёши мог стать инок Алексей, герой романа Жорж Санд «Спиридон». Владимир Поссе предположил, что прототипом Алёши также мог послужить митрополит Алексей Храповицкий в молодости, поскольку писатель подолгу общался с ним. Кроме того, по мнению филолога Моисея Альтмана, имя героя могло быть взято от «Алексея, божьего человека» из «Жития святых», так как Достоевский планировал писать книгу соответствующего направления, а самого персонажа подобным образом несколько раз называют окружающие.

## Алёша в экранизациях
- 1958 — Уильям Шетнер в фильме «Братья Карамазовы»
- 1968 — Андрей Мягков в фильме «Братья Карамазовы»
- 1990 — Дмитрий Черниговский в фильме «Мальчики»
- 2009 — Александр Голубев в многосерийном фильме «Братья Карамазовы»